# انور ظهیر جمالی
انور ظهیر جمالی (اردو: انور ظہير جمالى؛ زادهٔ ۳۱ دسامبر ۱۹۵۱) قاضی اهل پاکستان است. وی از سال ۲۰۱۵ تا ۲۰۱۶ قاضی ارشد پاکستان بوده‌است.